# Rin Kaiho
Rin Kaiho (Chino: 林海峰; Pinyin: Lín Hǎifēng) (6 de mayo de 1942, Shanghái, China) es un jugador de go profesional.

## Biografía
Rin Kaiho nació en Shanghái, China. Fue estudiante de Go Seigen cuando el go lo llevó a Japón en 1952. Era una promesa cuando ganó su primer título a la edad de 23 años, el Meijin. También es parte del grupo de las 1200 victorias, al haber ganado esa cantidad de partidas como profesional. Rin alcanzó la fama cuando desafió a Sakata Eio por el título de Meijin. Rin, en ese momento, tenía 23 años y se decía que no iba a tener posibilidades de ganar al entonces poderoso Sakata. También Sakata dijo que ningún jugador de go por debajo de los 30 debía ser Meijin. Sin embargo, Rin hizo buenas partidas y finalmente ganó el título. Rin continuó ganando el título en diferentes ocasiones a la vez que el Honinbo a finales de los 60 y principios de los 70. Actualmente tiene 36 títulos en su poder, siendo el cuarto con más títulos de la historia. La última vez que Rin peleó por un título fue en 2001, por el Meijin. Rin se convirtió en el primer profesional de la Nihon Ki-In en alcanzar las 1300 victorias ganando la partida contra Anzai Nobuaki el 16 de octubre de 2006 en una partida de la ronda preliminar para el 32.º Kisei. Rin actualmente reside en Tokio pero mantiene su nacionalidad taiwanesa. Es Tengen honorario al haber ganado el título 5 veces consecutivas.

## Campeonatos y subcampeonatos
| Título                           | Años ganado                    |
| -------------------------------- | ------------------------------ |
| Actuales                         | 18                             |
| Meijin                           | 1977                           |
| Honinbo                          | 1968 - 1970, 1983, 1984        |
| Judan                            | 1975                           |
| Tengen                           | 1989 - 1993                    |
| Oza                              | 1973                           |
| Gosei                            | 1994                           |
| Copa NEC                         | 1989                           |
| Copa NHK                         | 1970, 1974, 1978               |
| Extintos                         | 15                             |
| Meijin antiguo                   | 1965 - 1967, 1969, 1971 - 1973 |
| Kakusei                          | 1979, 1992, 1998               |
| Campeonato Hayago                | 1984, 1987                     |
| Diez Mejores Profesionales Asahi | 1966, 1974                     |
| Continentales                    | 2                              |
| Tengen China-Japón               | 1990, 1991                     |
| Internacionales                  | 1                              |
| Copa Fujitsu                     | 1990                           |

| Título                           | Años perdido                 |
| -------------------------------- | ---------------------------- |
| Actuales                         | 27                           |
| Kisei                            | 1980, 1982, 1984             |
| Meijin                           | 1978, 1987, 1991, 1994, 2001 |
| Honinbo                          | 1967, 1972, 1974, 1979, 1985 |
| Judan                            | 1976, 1978, 1989             |
| Tengen                           | 1994, 1996                   |
| Oza                              | 1966, 1974, 1986             |
| Gosei                            | 1993, 1995                   |
| Copa NEC                         | 1986, 1995                   |
| Copa NHK                         | 1987                         |
| Ryusei                           | 1994                         |
| Extintos                         | 7                            |
| Meijin antiguo                   | 1968, 1979, 1974             |
| Campeonato Hayago                | 1990, 1995                   |
| Campeonato Nihon-Ki-In           | 1967                         |
| Diez Mejores Profesionales Asahi | 1969                         |
| Continentales                    | 3                            |
| Tengen China-Japón               | 1992 - 1994                  |
| Internacionales                  | 3                            |
| Copa Fujitsu                     | 1988, 1989                   |
| Copa Tong Yang                   | 1992                         |